# Rhabdops bicolor
Espèce
Synonymes
- Calamaria bicolor Blyth, 1855

Rhabdops bicolor est une espèce de serpents de la famille des Colubridae.

## Répartition
Cette espèce se rencontre en Assam, au Meghalaya et en Arunachal Pradesh en Inde, dans le nord de la Birmanie et dans l'ouest du Yunnan en République populaire de Chine.

## Description
Rhabdops bicolor mesure environ 60 cm dont 13 cm pour la queue. Son dos est brun noirâtre et la face ventrale blanc crème.

## Étymologie
Son nom d'espèce, du latin bicolor, « à deux couleurs », lui a été donné en référence à sa livrée.

## Publication originale
- Blyth, 1855 "1854" : Notices and descriptions of various reptiles, new or little known. Journal of the Asiatic Society of Bengal, vol. 23, p. 287-302 (texte intégral).